# Pribor za razvijanje softvera
Pribor za razvijanje softvera (eng. software development kit, skraćeno SDK ili devkit), skup pribora za razvijanje softvera koje omogućuje stvaranje izvršnog softvera (aplikacija) za određeni softverski paket, softverski okvir, platformu sklopovlja, računalni sustav, igraću konzolu, operacijski sustav ili sličnu razvojnu platformu. Za obogatiti aplikacije naprednim funkcionalostima, oglasima, push notifikacije, i više, većina razvijatelja aplikacija primjenjuje posebne pribore za razvijanje softvera. Neki od tih pribora su kritično važni za razvijanje aplikacija svojstvenih za određenu platformu. Primjerice razvijanje jedne aplikacije za Android na Javinoj platformi zahtijeva Javin razvojni pribor, za aplikacije za iOS treba iOS SDK, ili za Univerzalnu platformu Windowsa treba .NET Framework SDK. Također postoje razvijateljski pribori koji su instalirani u aplikacija da bi providjeli analitiku i podatke o aplikacijinoj aktivnosti; među prominentne tvorce ovih vrsta razvijateljskog pribora su Google, InMobi, i Facebook.